# Новый город (Чебоксары)
Но́вый го́род (чув. Ҫӗнӗ хула)— строящийся микрорайон, расположенный в восточной части Калининского района г. Чебоксары. Реализация проекта в перспективе позволит объединить два крупнейших города Чувашии — Чебоксары и Новочебоксарск.

## История
Согласно первоначальным планам Новый город должен был стать отдельным муниципальным образованием с перспективной численностью населения до 30 тыс. человек. В 2007 году «Новый город» стал одним из победителей российского конкурса по отбору экспериментальных инвестиционных проектов комплексного освоения территорий в целях жилищного строительства. Финансирование проекта должен был обеспечить Внешторгбанк (ВТБ). Для осуществления проекта было создано открытое акционерное общество «Приволжская градостроительная компания». В него вошли Росстрой, ВТБ, а также правительство Чувашии. На площади в 221,4 га, планировалось построить 1,8 млн м² жилья. В 2008 году предполагалось ввести в строй 100 тыс. м² жилья, в 2009 году и последующие — по 250 тыс. м².
Тем не менее к концу 2009 года в эксплуатацию было сдано всего лишь 2 дома (5 тыс. м²), ещё 10 домов (около 31 тыс. м²) находились в стадии строительства. Реализация проекта оказалась под большим вопросом, а в отношении генерального директора ОАО «Приволжская градостроительная компания» Владимира Филатова УФСБ по Чувашии возбудило уголовное дело, предусмотренное ч.1 ст. 201 УК РФ («злоупотребление полномочиями руководителя коммерческой организации, повлекшее тяжкие последствия»). Ему инкриминировалось нецелевое использование более 293,3 млн рублей, полученных по кредитной линии банка ВТБ. Компанию возглавил 38-летний Юрий Николаев, ранее занимавший должность первого заместителя генерального директора. Однако, катастрофическую ситуацию со строительством Нового Города было уже не изменить и в июне 2010 года в отношении Приволжской градостроительной компании была начата процедура банкротства.
Строительство «Нового города», уже в качестве самостоятельного микрорайона Чебоксар, возобновилось лишь в 2012 году усилиями трех строительных компаний: «ИСКО-Ч», «Монолитстрой» и «Инкост». Одновременно был принят новый проект планировки района, разработанной ОАО "Проектный институт «Чувашгражданпроект». Компании ИСКО-Ч и Монолитстрой возобновили строительство 10 пятиэтажных домов, являвшихся объектами незавершенного строительства от предыдущего застройщика. Для развития транспортного сообщения параллельно началась работа над местной автомобильной дорогой.

## Планировка микрорайона
Планировкой микрорайона предусмотрены 9-16-18-этажные дома на первой линии микрорайона вдоль автодороги Чебоксары — Новочебоксарск. Далее к Волге запланировано снижение этажности микрорайона: от 9-этажных домов к 5-7-этажным в центральной части и малоэтажным домом и коттеджам в северной части Нового Города. Предусмотрены крупные торговые комплексы, торгово-офисные предприятия, пожарное депо, многофункциональные центры, гостиничный комплекс, высотные офисные и административные здания, школы и дошкольные учреждения предприятия общепита, аптеки, отделения связи, магазины, кафе, офисы врачей общей практики и предприятия обслуживания. Большое внимание уделено рекреационным зонам

## Современность
На 1 ноября 2024 года в Новом городе проживает  17 219 человек. В 2017 году введен в эксплуатацию детский сад № 205 «Новоград». В 2019 году введены в эксплуатацию еще три детских сада. В 2020 году введены в эксплуатацию школа на 1600 учащихся и детский сад
.
В данный момент пассажирское сообщение для жителей района реализовано с помощью автобусного маршрута № 26 и 33, а также маршрутного такси № 65. В 2018 году началась реконструкция автодорожной сети, в результате которой построена контактная сеть и проложена троллейбусная линия прямо до микрорайона.
В районе функционирует отделение Почты России, отделение врача общей практики, филиал детской поликлиники, частный медицинский центр. Работают несколько магазинов, открыт фитнес-центр. Весной 2017 года освящён деревянный храм.

## Хронология
2001 - начало строительства домов «района жилищного строительства» по ул. Стартовая  будущего Нового города. 

2009 — в эксплуатацию сданы первых два дома

2010 — банкротство Приволжской градостроительной компании, «заморозка» строительства

2012 — возобновление строительства микрорайона усилиями строительных компаний «ИСКО-Ч» и «Монолитстрой»

2013 — Строительная компания «Инкост» приступает к строительству своего первого дома в Новом Городе

2015 — начало строительства детского сада

2016 — строительство транспортного полукольца, главного пешеходного бульвара и бульвара № 6. Начало строительства первой линии микрорайона № 1

2017 — ввод в эксплуатацию детского сада, строительство пешеходного бульвара № 12 и первой в Чебоксарах инклюзивной площадки. Открытие почтового отделения, а также детской и взрослой поликлиники.

2018 — открытие самого большого в Поволжье бетонного скейтпарка, начало работ над первым в Чувашии "двором без машин".
2019 — ввод в эксплуатацию трёх детских садов, запуск троллейбуса № 3 по кольцу.
2020 — запуск троллейбуса № 20, ввод в эксплуатацию школы № 65 и детского сада.
2023 — начало возведения спуска от жилой зоны Нового города до реки Волга.
2024 —  согласно ответу Администрации города Чебоксар в паблике "Подслушано, Новый город - Чебоксары" в марте 2024 года планируется открытие нового выезда со стороны Новочебоксарска, который по мнению самих жителей не решит вопрос с пробками.
3 февраля 2024 года жители микрорайона начали сбор подписей за строительство дороги (развязки) а так же второй школы на 1400 мест. Согласно информации с местной группы ВК инициировавшей сбор всего было собрано 3000 подписей.  22 февраля президент России посетил Чувашию, в Цивильске прошла встреча Владимира Путина с Олегом Николаевым, на которой, в частности, был затронут вопрос строительства школы где и поддержал вопрос строительства школы. 

## Транспорт
- Автобус № 26, 33
- Троллейбус № 3, 20
- Маршрутное такси № 65